# SpursEngine
SpursEngine és un nou xip microprocessador desenvolupat per Toshiba i IBM amb un disseny derivat del del microprocessador Cell (el que duu la PlayStation 3), i maquinari específic per a l'acceleració de vídeo, per a ser emprat com a coprocessador en un sistema amfitrió.
El nou coprocessador integra quatre dels nuclis d'alt rendiment SPE del Cell i a més, maquinari per la codificació i decodificació de MPEG-2 i H264.